# Coppa Svizzera 1957-1958
La Coppa Svizzera 1957-1958 è stata la 33ª edizione della manifestazione calcistica. È iniziata il 22 settembre 1957 e si è conclusa il 15 maggio 1958. Questa edizione della coppa vide la vittoria finale del Young Boys.

## Regolamento
Turni ad eliminazione diretta in gara unica. Le partite terminanti in paritá dopo i tempi supplementari, potranno rigiocarsi una sola altra volta, se persiste il pareggio, si ricorre ad un sorteggio per stabilire la squadra qualificata al prossimo turno. Una prima fase vede la qualificazione di squadre attraverso delle eliminatorie regionali. Al terzo turno entrano in lizza le squadre di Lega Nazionale A e B.

## Squadre partecipanti
| Basilea           |
| Bellinzona        |
| Bienne            |
| Chiasso           |
| Grasshoppers      |
| Grenchen          |
| La Chaux-de-Fonds |
| Losanna           |
| Lugano            |
| Servette          |
| Urania Ginevra    |
| Winterthur        |
| Young Boys        |
| Young Fellows     |

| Berna              |
| Cantonal Neuchâtel |
| Concordia Basilea  |
| Friburgo           |
| Lengnau            |
| Lucerna            |
| Malley             |
| Nordstern          |
| Sciaffusa          |
| Sion               |
| Soletta            |
| Thun               |
| Yverdon            |
| Zurigo             |

| Blue Stars Zurigo |
| Bodio             |
| Brühl             |
| Locarno           |
| Mendrisio         |
| Pro Daro          |
| Rapid Lugano      |
| Red Star Zurigo   |
| Rorschach         |
| San Gallo         |
| Uster             |
| Wil               |

| Aarau            |
| Baden            |
| Bassecourt       |
| Birsfelden       |
| Delémont         |
| Derendingen      |
| Emmenbrücke      |
| Kleinhüningen    |
| Moutier          |
| Olten            |
| Old Boys Basilea |
| Porrentruy       |

| Bienne-Boujean        |
| Burgdorf              |
| Central Friburgo      |
| International Ginevra |
| Forward Morges        |
| Langenthal            |
| La Tour-de-Peilz      |
| Martigny              |
| Monthey               |
| Sierre                |
| Stade Payerne         |
| Vevey                 |

| Aesch           |
| Allschwil       |
| Amriswil        |
| Assens          |
| Biaschesi       |
| Biberist        |
| Black Star      |
| Breite Basilea  |
| Brunnen         |
| Bulle           |
| Châtel-St-Denis |
| Crissier        |
| Comete          |
| Deitingen       |
| Dübendorf       |

| Ems               |
| Dornach           |
| Echallens         |
| Estavayer-le-Lac  |
| Étoile Carouge    |
| Fétigny           |
| Fontainemelon     |
| Fortuna San Gallo |
| Frauenfeld        |
| Gerlafingen       |
| Goldach           |
| Gränichen         |
| Helvetia Berna    |
| Kickers Lucerna   |
| Lancy             |

| Lamone           |
| Langnau          |
| Laufen           |
| Le Locle-Sports  |
| Lerchenfeld      |
| Luzerner SC      |
| Minerva Berna    |
| Madretsch        |
| Meyrin           |
| Montreux-Sports  |
| Muhen            |
| Näfels           |
| Oerlikon         |
| Oerlikon/Polizei |

| Rapperswil-Jona |
| Riehen          |
| Schlieren       |
| Schwammendingen |
| Seebach         |
| Solduno         |
| Stade Lausanne  |
| Sonvilier       |
| Subingen        |
| Taverne         |
| Thalwil         |
| Töss            |
| Tramelan        |

| Trimbach          |
| Uzwil             |
| Vallorbe          |
| Veltheim          |
| Versoix           |
| Victoria Berna    |
| Villeneuve-Sports |
| WEF Berna         |
| Wettingen         |
| Wetzikon          |
| Widnau            |
| Wohlen            |
| Xamax Neuchâtel   |
| Zugo              |

### 1º Turno Eliminatorio
| Squadra 1                      | Risultato     | Squadra 2         |
| ------------------------------ | ------------- | ----------------- |
| 22 settembre 1957              |               |                   |
| Aesch                          | 2 - 6         | Dornach           |
| Amriswil                       | 0 - 4         | Frauenfeld        |
| Assens                         | 5 - 1         | Châtel-St-Denis   |
| Biaschesi                      | 1 - 2         | Solduno           |
| Black Star                     | 0 - 1(d.t.s.) | Breite Basilea    |
| Comete                         | 5 - 4         | Estavayer-le-Lac  |
| Crissier                       | 0 - 2         | Vallorbe          |
| Deitingen                      | 0 - 6         | Madretsch         |
| Echallens                      | 3 - 5(d.t.s.) | Stade Lausanne    |
| Ems                            | 1 - 3         | Näfels            |
| Fétigny                        | 5 - 2         | Bulle             |
| Gränichen                      | 3 - 2         | Muhen             |
| Goldach                        | 1 - 5         | Widnau            |
| Dübendorf                      | 0 - 3         | Bülach            |
| Étoile Carouge                 | 4 - 1         | Lancy             |
| Langnau                        | 8 - 4         | WEF Berna         |
| Lerchenfeld                    | 1 - 5         | Helvetia Berna    |
| Luzerner SC                    | 1 - 2         | Kickers Lucerna   |
| Minerva Berna                  | 1 - 4         | Victoria Berna    |
| Montreux-Sports                | 8 - 2         | Villeneuve-Sports |
| Oerlikon                       | 5 - 2         | Schwammendingen   |
| Oerlikon/Polizei               | 3 - 0         | Thalwil           |
| Riehen                         | 1 - 3         | Allschwil         |
| Schlieren                      | 0 - 6         | Seebach           |
| Sonvilier                      | 1 - 6         | Le Locle-Sports   |
| Subingen                       | 2 - 1         | Gerlafingen       |
| Taverne                        | 0 - 2         | Lamone            |
| Tramelan                       | 4 - 0         | Laufen            |
| Trimbach                       | 3 - 2         | Biberist          |
| Versoix                        | 3 - 5         | Meyrin            |
| Uzwil                          | 2 - 0         | Fortuna San Gallo |
| Wettingen                      | 2 - 1         | Wohlen            |
| Wetzikon                       | 4 - 1         | Rapperswil-Jona   |
| Brunnen                        | 3 - 3(d.t.s.) | Zugo              |
| Fontainemelon                  | 3 - 3(d.t.s.) | Xamax Neuchâtel   |
| Veltheim                       | 2 - 2(d.t.s.) | Töss              |
| 29 settembre 1957(Ripetizioni) |               |                   |
| Töss                           | 4 - 0         | Veltheim          |
| Template:Calcio Xamax          | 4 - 2         | Fontainemelon     |
| Zugo                           | 2 - 3         | Brunnen           |

### 2º Turno Eliminatorio
| Squadra 1                    | Risultato     | Squadra 2             |
| ---------------------------- | ------------- | --------------------- |
| 6 ottobre 1957               |               |                       |
| Aarau                        | 2 - 1         | Gränichen             |
| Assens                       | 5 - 1         | Forward Morges        |
| Baden                        | 5 - 4         | Oerlikon/Polizei      |
| Bienne-Boujean               | 5 - 3         | Tramelan              |
| Brunnen                      | 4 - 1         | Rapid Lugano          |
| Bülach                       | 0 - 3         | Red Star              |
| Derendingen                  | 4 - 0         | Breite Basilea        |
| Dornach                      | 0 - 4         | Kleinhüningen         |
| Étoile Carouge               | 2 - 1         | Sierre                |
| Fétigny                      | 0 - 6         | Bassecourt            |
| Frauenfeld                   | 2 - 1         | Wil                   |
| Kickers Lucerna              | 2 - 1(d.t.s.) | Emmenbrücke           |
| Langenthal                   | 4 - 1         | Allschwil             |
| Langnau                      | 3 - 4         | Olten                 |
| Le Locle-Sports              | 1 - 0         | Central Friburgo      |
| Locarno                      | 4 - 3         | Seebach               |
| Mendrisio                    | 3 - 2(d.t.s.) | Solduno               |
| Meyrin                       | 1 - 4         | Vevey                 |
| Monthey                      | 3 - 2         | Stade Lausanne        |
| Montreux-Sports              | 3 - 2         | International Ginevra |
| Moutier                      | 7 - 0         | Comete                |
| Porrentruy                   | 1 - 2         | Helvetia Berna        |
| Pro Daro                     | 1 - 0         | Lamone                |
| Rorschach                    | 4 - 1         | Widnau                |
| San Gallo                    | 7 - 0         | Töss                  |
| Stade Payerne                | 2 - 3(d.t.s.) | Madretsch             |
| Subingen                     | 0 - 2         | Old Boys Basilea      |
| Trimbach                     | 2 - 3         | Birsfelden            |
| Uster                        | 4 - 0         | Näfels                |
| Uzwil                        | 0 - 5         | Brühl                 |
| Vallorbe                     | 0 - 9         | Martigny              |
| Victoria Berna               | 1 - 4         | La Tour-de-Peilz      |
| Wettingen                    | 3 - 1         | Burgdorf              |
| Xamax Neuchâtel              | 3 - 1         | Delémont              |
| Oerlikon                     | 2 - 2(d.t.s.) | Bodio                 |
| Wetzikon                     | 3 - 3(d.t.s.) | Blue Stars Zurigo     |
| 20 ottobre 1957(Ripetizioni) |               |                       |
| Blue Stars Zurigo            | 5 - 2         | Wetzikon              |
| Bodio                        | 4 - 1         | Oerlikon              |

### Trentaduesimi di Finale
| Squadra 1                     | Risultato     | Squadra 2          |
| ----------------------------- | ------------- | ------------------ |
| 3 novembre 1957               |               |                    |
| Aarau                         | 1 - 0         | Old Boys Basilea   |
| Assens                        | 1 - 8         | Yverdon            |
| Basilea                       | 8 - 0         | Olten              |
| Bassecourt                    | 2 - 0         | Soletta            |
| Bienne                        | 4 - 0         | Helvetia Berna     |
| Blue Stars Zurigo             | 3 - 2         | Brühl              |
| Brunnen                       | 4 - 2         | Mendrisio          |
| Chiasso                       | 4 - 0         | Locarno            |
| Concordia Basilea             | 1 - 2         | Kleinhüningen      |
| Derendingen                   | 2 - 4         | Grenchen           |
| Frauenfeld                    | 0 - 1         | Rorschach          |
| Friburgo                      | 4 - 0         | Montreux-Sports    |
| Le Locle-Sports               | 1 - 2         | Berna              |
| Lengnau                       | 6 - 1         | Langenthal         |
| Losanna                       | 5 - 1         | Étoile Carouge     |
| Lucerna                       | 3 - 2         | Bodio              |
| Madretsch                     | 0 - 10        | La Chaux-de-Fonds  |
| Malley                        | 2 - 5         | Vevey              |
| Nordstern                     | 7 - 1         | Birsfelden         |
| Pro Daro                      | 0 - 2         | Bellinzona         |
| San Gallo                     | 1 - 0         | Sciaffusa          |
| Servette                      | 6 - 0         | Martigny           |
| Urania Ginevra                | 3 - 1         | La Tour-de-Peilz   |
| Wettingen                     | 0 - 5         | Grasshoppers       |
| Winterthur                    | 5 - 1         | Baden              |
| Young Boys                    | 2 - 1         | Xamax Neuchâtel    |
| Young Fellows                 | 2 - 1         | Red Star           |
| Zurigo                        | 7 - 3         | Uster              |
| Cantonal Neuchâtel            | 2 - 2(d.t.s.) | Moutier            |
| Kickers Lucerna               | 1 - 1(d.t.s.) | Lugano             |
| Sion                          | 1 - 1(d.t.s.) | Monthey            |
| Thun                          | 2 - 2(d.t.s.) | Bienne-Boujean     |
| 24 novembre 1957(Ripetizioni) |               |                    |
| Bienne-Boujean                | 1 - 4         | Thun               |
| Lugano                        | 5 - 0         | Kickers Lucerna    |
| Monthey                       | 1 - 3         | Sion               |
| Moutier                       | 4 - 7         | Cantonal Neuchâtel |

### Sedicesimi di Finale
| Squadra 1                     | Risultato     | Squadra 2          |
| ----------------------------- | ------------- | ------------------ |
| 1 dicembre 1957               |               |                    |
| Basilea                       | 1 - 2         | Berna              |
| Bassecourt                    | 0 - 2         | Grenchen           |
| Bellinzona                    | 4 - 0         | Rorschach          |
| Bienne                        | 5 - 2         | Sion               |
| La Chaux-de-Fonds             | 0 - 2         | Losanna            |
| Lengnau                       | 2 - 0         | Nordstern          |
| Lucerna                       | 3 - 2         | San Gallo          |
| Lugano                        | 5 - 0         | Blue Stars Zurigo  |
| Thun                          | 3 - 1         | Kleinhüningen      |
| Urania Ginevra                | 4 - 2         | Cantonal Neuchâtel |
| Vevey                         | 0 - 1         | Friburgo           |
| Young Fellows                 | 2 - 7         | Grasshoppers       |
| Yverdon                       | 1 - 3         | Servette           |
| Zurigo                        | 0 - 2         | Chiasso            |
| Brunnen                       | 1 - 1(d.t.s.) | Winterthur         |
| 4 dicembre 1957               |               |                    |
| Young Boys                    | 6 - 1         | Aarau              |
| 22 dicembre 1957(Ripetizione) |               |                    |
| Winterthur                    | 0 - 1         | Brunnen            |

### Ottavi di Finale
| Squadra 1                     | Risultato     | Squadra 2    |
| ----------------------------- | ------------- | ------------ |
| 22 dicembre 1957              |               |              |
| Bellinzona                    | 1 - 0         | Bienne       |
| Grenchen                      | 5 - 1         | Friburgo     |
| Lengnau                       | 2 - 1         | Berna        |
| Losanna                       | 2 - 1(d.t.s.) | Servette     |
| Urania Ginevra                | 3 - 1         | Lucerna      |
| Grasshoppers                  | 1 - 1(d.t.s.) | Chiasso      |
| Lugano                        | 1 - 1(d.t.s.) | Thun         |
| 29 dicembre 1957(Ripetizioni) |               |              |
| Chiasso                       | 1 - 2         | Grasshoppers |
| Thun                          | 2 - 2         | Lugano       |
| 29 dicembre 1957              |               |              |
| Young Boys                    | 8 - 0         | Brunnen      |

### Quarti di Finale
| Squadra 1                    | Risultato | Squadra 2      |
| ---------------------------- | --------- | -------------- |
| 29 dicembre 1957             |           |                |
| Bellinzona                   | 4 - 0     | Urania Ginevra |
| Lengnau                      | 1 - 3     | Grenchen       |
| 5 gennaio 1958               |           |                |
| Young Boys                   | 5 - 1     | Thun           |
| Losanna                      | 4 - 4     | Grasshoppers   |
| 12 gennaio 1958(Ripetizione) |           |                |
| Grasshoppers                 | 2 - 1     | Losanna        |

### Semifinali
| Squadra 1     | Risultato | Squadra 2  |
| ------------- | --------- | ---------- |
| 7 aprile 1958 |           |            |
| Grasshoppers  | 4 - 0     | Bellinzona |
| Young Boys    | 7 - 2     | Grenchen   |

### Finale
| Berna 27 aprile 1958, ore 15:30 UTC+2                 | Young Boys | 1 – 1(d.t.s.) | Grasshoppers | Wankdorfstadion |
| \| \| \| \| \| Rey 109’ \| Marcatori \| 113’ Duret \| |            |               |              |                 |
|                                                       |            |               |              |                 |
| Rey 109’                                              | Marcatori  | 113’ Duret    |              |                 |

### Finale ripetuta
| Berna 15 maggio 1958, ore 15:30 UTC+2                                                                  | Young Boys | 4 – 1          | Grasshoppers | Wankdorfstadion |
| \| \| \| \| \| Schneiter 10’ Meier 25’ Alleman 31’ Wechselberger 66’ \| Marcatori \| 35’ Armbruster \| |            |                |              |                 |
| |            |                |              |                 |
| Schneiter 10’ Meier 25’ Alleman 31’ Wechselberger 66’                                                  | Marcatori  | 35’ Armbruster |              |                 |